# 苏丹依布拉欣大楼
苏丹依布拉欣大楼曾为柔佛州秘书处大楼，现为新山市的著名历史建筑。这座大楼建在新山的一座小山丘上- Bukit Timbalan上，造着当时苏丹依布拉欣的灵感而建的。苏丹依布拉欣建这座大楼是为了突现柔佛的经济繁荣。

## 历史

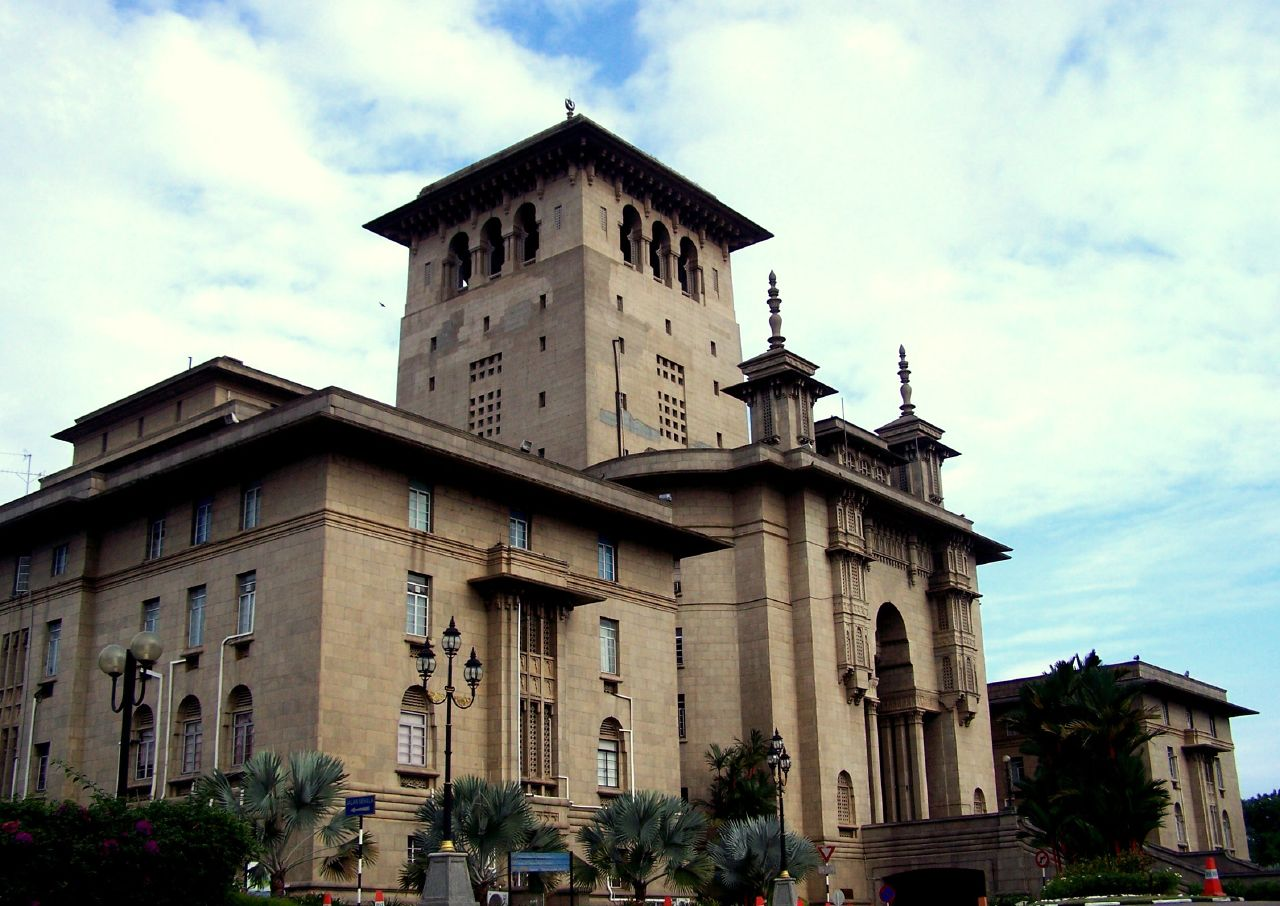
苏丹依布拉欣大楼

1936年11月7日，动土仪式由当时的太子主持。这座大楼于1940年正式完工，总耗资了当时的2百万元。1940年11月3日在柔佛大皇宫举办了一场开幕宴会。1942年第二世界大战，日本军队占领柔佛州，日本人使用这栋大楼作為一座堡壘以及監視英軍行動的指挥中心来攻击对面新加坡的英军。这座大楼是马来亚独立前在马来亚最高的建筑物。它是新山最高的建筑物直到1970年（被美伦大厦超越）。入夜时可观赏对岸新加坡的夜景。其特殊的阿拉伯式风格及精细的镶钻工艺，以及高耸的形象，让它成为新山最引人入胜的建筑物之一。

## 建筑
该建筑的建筑将殖民地和马来式建筑与撒拉逊式建筑设计和塔楼融为一体，使其成为新山的地标。该建筑由著名的英国建筑公司Palmer和Turner设计，后者还负责设计柔佛州新山总医院（现名为Sultanah Aminah医院）以及新加坡的一些著名地标。
该建筑物以前曾是州务大臣的（首席部长）办公室和柔佛州立法议会的所在地，现今已搬到柔佛新开发的行政区依斯干达公主城。

## 外部連結
- Flickr中的苏丹依布拉欣大楼 （页面存档备份，存于）